# Le Nouveau
Le Nouveau és una pel·lícula francesa dirigida per Rudi Rosenberg, estrenada el 2015. Estrenada a Espanya amb el títol de El novato. Rebé el premi del públic al llargmetratge de ficció de la ciutat de Namur al Festival internacional de Cinema francòfon de Namur del 2015. El liceu Montaigne serveix de decoració escolar a la pel·lícula, allà on ja va ser filmat Le Péril jeune.

## Argument
Acabat d'arribar a un col·legi parisenc, Benoit és maltractat per una banda de nois arrogants que fan difícil la seva integració. Per capgirar la situació, a partir dels consells del seu oncle, organitza una gran festa. Tot i que hi havia convidat tots els alumnes de la seva classe, només venen tres. I no són els més populars.

## Repartiment
- Réphaël Ghrenassia: Benoît
- Joshua Raccah: Joshua
- Géraldine Martineau: Aglaée
- Guillaume Cloud-Roussel: Constantin
- Johanna Lindstedt: Johanna
- Max Boublil: Greg (oncle de Benoît)
- Eythan Chiche: Charles
- Gabriel Nahum: membre de la banda de Charles
- Ismaël Mandile: membre de la banda de Charles
- Arthur Grégoire: membre de la banda de Charles
- Iléana Courbey: Astride
- Yiling Luo: membre de la banda d'Astride
- Pauline Leblond: membre de la banda d'Astride
- Samuel Jami: membre de la banda d'Astride
- Zélie Pouyanne: membre de la banda d'Astride
- Charles Madar: membre de la banda d'Astride
- Sacha Fleury: membre de la banda d'Astride
- Valentina Fiamini: membre de la banda d'Astride
- Salle Samassa: membre de la banda d'Astride
- Maguelone Béroud: membre de la banda d'Astride
- Idriss Abdelmoula Durupt: Nino (germà de Benoît)
- Jeni Radu: Jeni (germana de Joshua)
- Eddhy Dupont: un de sisè
- Raphaël Gobert: un de sisè
- Valentin Larminach: un de sisè
- Charles Picavais: convidat a la festa d'Astride
- Dimitri Lazareff: company d'Astride
- Louise Andrier: convidat a la festa d'Astride
- Paola Dubois: Sandra, convidada a la festa d'Astride
- Émilie Dieval: convidat a la festa d'Astride
- Paul Saulnier: convidat a la festa d'Astride
- Sixtine Dupont: convidat a la festa d'Astride
- Mila Ramelli: convidat a la festa d'Astride
- Annika Thorelli: convidat a la festa d'Astride

## Rebuda de la crítica
- "Amb un sentit impecable del ritme, una direcció meticulosa i un humor elegant, sincer i continu (...) Una de les més grates, amables i divertides pel·lícules de la 63a edició del festival de Sant Sebastià."[3]
- ”Amb una exquisida senzillesa en la posada en escena, àgil i sense grandiloqüències (...) fixa el seu objectiu als rostres, en les reaccions, en les tristeses i les rialles d'unes criatures immerses en la batalla quotidiana de la societat col·legial."[4]

| « | El cinema americà vessa de bones comèdies de col·legi. Més enllà de l'Atlàntic, és fins i tot un gènere en si. A França, només hi ha hagut dues: La Boum, rodada fa trenta-cinc anys, i LOL, vint-i-vuit anys més tard. No es compta Les Profs i L'Élève Ducobu... N'hi haurà d'ara endavant una tercera, amb aquest primer llargmetratge tan graciós com sensible. | » |